# Sreča
Po filozofski definiciji je sreča stanje popolne zadovoljitve in odsotnost vsakršne želje. Glede pomena sreče v življenju posameznika obstajajo različna, nasprotujoča si mnenja, predvsem zaradi različnih meril in subjektivnega razumevanja, na podlagi česar definiramo srečo. 
Od antičnih časov naprej so se veliki filozofi, umetniki in znanstveniki ukvarjali z razlaganjem sreče kot zelo pomembnega pojma za človeštvo. Ena izmed ideoloških osnov modernih socialnih držav je prepričanje, da so ljudje lahko bolj srečni, če jim zagotovimo boljše življenjske razmere. Zato, ne preseneča da je v Deklaraciji neodvisnosti ZDA prizadevanje za srečo ena izmed treh neodtujljivih pravic vseh ljudi. V 19. stoletju, je prevladovala utilitaristična miselnost, po kateri je moralna vrednost vseh dogodkov odvisna od stopnje sreče pri največjem številu ljudi, zato Bentham trdi, da je najboljša družba tista, v kateri so njeni prebivalci najsrečnejši. 
Vendar se zdi, da je danes približno doseženo soglasje o pomenu sreče. Diener definira srečo kot oceno afektivnega in kognitivnega v življenju posameznika, ki je sestavljena iz splošnega zadovoljstva z življenjem, prisotnosti pozitivnih vplivov in odsotnosti negativnih. Lyubomirsky pa definira srečo kot subjektivno ovrednoteni pojav, ki ga določajo pozitivni in negativni vplivi in zadovoljstvo življenjem.
Sreča je opredeljena tudi v Slovarju slovenskega knjižnega jezika, in sicer kot razmeroma "trajno stanje velikega duševnega ugodja". 

## Dejavniki za doživljanje sreče
Na doživljanje sreče in splošnega zadovoljstva ima vpliv veliko dejavnikov. Posameznikovo zanimanje za določene stvari in njegova dejavnost sta dva izmed teh. Med posameznikovo dejavnost sodi učinkovitost, kar pomeni njegovo uspešnost, ter celovitost, kar se nanaša na to, ali posameznik deluje v skladu s svojimi stališči. 
McGregor in Little (1998) sta želela ugotoviti, ali je učinkovitost povezana z doživljanjem sreče, ter ali je celovitost povezana z doživljanjem smisla življenja. V svoji raziskavi sta udeležence (146 študentov) razdelila v tri skupine glede na njihovo nagnjenost k določenemu vedenju; skupina, ki se je veliko osredotočala na maksimalno pripravljenost na izpite, skupina, ki je vlagala v odnose s prijatelji in družino ter skupina, ki se je najbolj zanimala za zabave. Rezultati so pokazali, da so ljudje, ki jim je pomembna kariera, najbolj srečni, če drugi podpirajo njihove cilje; ljudje, ki se osredotočajo na medosebne odnose, so najbolj srečni, če so njihovi cilji zabavni; in ljudje, ki se zanimajo predvsem za zabave, so najbolj srečni, če so njihovi cilji doseženi. Prav tako so ugotovili, da je uspešnost posameznikovih ciljev povezana z večjim doživljanjem sreče, in da ljudje, ki delujejo v skladu s svojimi stališči, doživljajo, da ima njihovo življenje smisel.
Za srečno življenje naj bi bili vzrok tudi trije dejavniki: občutek veselja, doživljanje smisla življenja in denar, katerih vpliv sta preučevala King in Napa (1998). Ugotovila sta, da sta dejavnika občutek veselja in doživljanje smisla življenja zelo pomembna, saj so si udeleženci v raziskavi želeli  imeti tako življenje in so ga tudi ocenjevali kot moralno dobro. Vpliv denarja se je pokazal kot nepomemben za študente, pri starejših ljudeh pa je imel le manjšo vlogo za doživljanje srečnega življenja, kar pomeni, da denar ljudem večinoma ni zares ključen za srečo. 
Na doživljanje sreče in dobro počutje pa ne vplivajo samo posameznikova čustvena stanja temveč tudi družbeno vrednotenje čustev, kar so preučevali v globalno razširjeni raziskavi (Bastian, Kuppens, De Roover in Diener, 2014). Ugotovili so, da so ljudje bolj zadovoljni in pogosteje doživljajo pozitivna čustva v državah, kjer so le-ta bolje vrednotena. Pri ljudeh, ki pa so nagnjeni k pogostejšemu doživljanju negativnih čustev, pa družbeni okvir nima tako velikega vpliva. A vseeno ne smemo zanemariti te pomembne ugotovitve, da tudii socialno okolje do neke mere vpliva na doživljanje sreče.

### Kateri dogodki nas najbolj osrečujejo?
Vsak posameznik skozi vse življenje doživlja različne pozitivne izkušnje, ki so lahko čisto vsakdanje in se dogajajo na dnevni ravni, ali pa gre za izredne dogodke, ki se zgodijo redko. Skupno vsem tem pozitivnim izkušnjam pa je, da vse prispevajo k posameznikovi sreči, nekatere bolj, nekatere manj. Študija, ki sta jo izvedla Bhattacharjee in Mogilner (2014)je preučevala, kateri pozitivni dogodki najbolj prispevajo k sreči posameznika. Pozitivne izkušnje sta razdelila v dve skupini: običajne oziroma vsakdanje (torej tiste, ki se pojavljajo pogosto) in nenavadne oziroma nevsakdanje (torej tiste, ki niso značilne in se pojavljajo redko). Udeleženci v raziskavi so morali opisati njihovo vsakdanjo ali pa nevsakdanjo izkušnjo ter oceniti, kako močno jih je ta izkušnja osrečila. Rezultati so pokazali, da so nenavadne izkušnje bolj osrečile mlajšo populacijo, medtem ko pri starejši pomembne razlike med nivojem veselja zaradi običajnega ali nevsakdanjega dogodka ni bilo. Zanimiv je bil tudi rezultat, ki je pokazal, da se je nivo veselja zaradi običajnih izkušenj z leti višal. Psihologi so tako prišli do ugotovitve, da starost vpliva na vrsto izkušnje oziroma dogodka, ki bolj prispeva k posameznikovi sreči. Nevsakdanje izkušnje, ki so bolj redke in se zgodijo izven vsakodnevne rutine, ujamejo posameznikovo pozornost in prispevajo k njegovi sreči v vseh življenjskih obdobjih. Vsakdanje izkušnje pa so glede na rezultate spregledane, ko se zdi posamezniku prihodnost brezmejna, vedno večjega pomena za srečo pa postanejo, ko začnejo ljudje tekom staranja spoznavati, da so jim dnevi šteti.

### Vpliv dohodkov na srečo
Ali bo rast dohodkov povišala raven sreče pri vseh ljudeh? 
S tem vprašanjem se je ukvarjal Richard Easterlin, ki je prvi sistematično raziskoval razmerje med povprečno ravnjo sreče v določeni državi in pri posamezniku. Easterlin je prišel do sklepa, da se posameznikova povprečna raven sreče, ne glede na to, koliko postaja država materialno bogatejša, s časom ne zviša; ta pojav je znan kot Easterlinov ali paradoks sreče, ki je bil zabiležen v razvitih državah, kot so ZDA, Združeno kraljestvo, Japonska, Francija, Nemčija in Nizozemska. Novejše raziskave pa dvomijo o obstoju paradoksa sreče glede na navzočnost različnih dejavnikov - kot so neenakosti (npr. na področju zdravja), gospodarski in socialni status države ipd., ki lahko močno vplivajo na raziskave razmerja med srečo in dohodkom.

#### Vplivfinančne krizena srečo
Obstaja splošno mnenje, da globalne spremembe, kot je finančna kriza, vplivajo na zmanjšanje psihičnega blagostanja. Kljub temu rezultati študij Dore Gudmundsdottir z islandske univerze kažejo, da dohodek in brezposelnost ne napovesta ravni sreče, finančne težave pa imajo takšen vpliv nanjo oz. posamezniki, ki so imeli finančne težave že pred krizo, so občutili zmanjšanje psihičnega blagostanja. To pomeni, da ima kriza omejen vpliv na raven sreče. 
Čeprav je Islandijo gospodarski zlom močno prizadel in so ljudje izgubili zaupanje v finančne in državne ustanove, se zdi, da je to manj vplivalo na njihovo samooceno zadovoljstva življenjem, kot bi lahko predvidevali. Ena izmed razlag je lahko, da je velika povezanost med ljudmi zmanjšala negativen vpliv, pa tudi to, da ekonomski dejavniki na psihično počutje ljudi ne vplivajo tako močno, kot menijo ekonomisti in politiki. Seveda pa ne smemo pozabiti, da so ukrepi islandske vlade, ki se je osredotočila na zaščito tistih, ki so bili v najslabšem položaju oziroma so ostali brez službe ali so imeli najnižje dohodke, lahko vplivali na izmerjeno psihično blagostanje.

### Sreča v zgodnjem mladostništvu
V finski študiji je raziskovalka skušala ugotoviti, kaj se zgodi s srečo na prehodu med otroštvom in adolescenco - na prehodu na višjo (sekundarno) izobraževalno stopnjo. Sreča je bila definirana kot sinonim za subjektivno blagostanje (človekovo fizično in duševno zdravje ter čustveno blagostanje). Pri adolescentih oz. mladostnikih naj bi se izražala preko visoke ekstravertnosti in nizke čustvene nestabilnosti, vpliv na srečo pa naj bi imele karakterne odlike, dobri socialni odnosi, fizična aktivnost in samozavest, pa tudi med seboj povezani družbeni in akademski faktorji (odnos z učitelji, vrstniki, lastna kompetentnost ipd.).
Raziskava je bila izvedena na 12 in 15 letnikih, od katerih je kar 86% vseh že sodelovalo v prejšnji študiji, ki je bila izvedena na 6-letnikih. Udeleženci so ocenjevali svojo raven sreče, kaj bi jih osrečilo še bolj, kaj se je spremenilo glede na prejšnjo raziskavo, pomen akademskega uspeha in specifičnih načrtov za prihodnost, tako za splošno kot za srečo, povezano s šolo.
Ugotovljeno je bilo, da je bila povprečna magnituda zaznane splošne sreče primerljivo visoka s preteklimi študijami, razlika pa je bila v ravni sreče v šolskem kontekstu. Kot razlog spremembe so se vprašanci osredotočali predvsem na družbene težave, kar kaže na pomen vrstniških odnosov kot izvora sreče (s predpostavko, da so družinski odnosi najverjetneje dovolj dobro urejeni). Pomembno pa je omeniti, da rezultatov ni mogoče posplošiti. Vendar pa šola ni primaren razlog za zmanjšanje sreče, temveč so to odnosi z vrstniki, zato je avtorica predlagala, da se razvija področje ohranjanja pozitivnih odnosov; sreča je namreč močan napovednik kvalitete nadaljnjega življenja.

#### Vpliv družine in drugih dejavnikov na srečo
Kako učinkujejo različni vzgojni stili in prijateljstva na blagostanje adolescentov z vidika samospoštovanja, zadovoljstva z življenjem in subjektivne sreče, je preučevala hrvaška študija. Avtorja sta jih po Baumrindu razdelila na avtoritativni, avtoritarni in permisivni stil, ločeno pa preučevala stile mater in očetov. Večina 401 udeležencev je svoje starše opisalo kot avtoritativne. Rezultati so dalje pokazali neodvisnost vzgojnih stilov in prijateljstva na blagostanje mladostnikov. Najsrečnejši so bili tako po pričakovanjih otroci avtoritativnih staršev, najmanj pa otroci avtoritarnih staršev, saj se tak stil pogosto povezuje z nižjim samospoštovanjem, zadovoljstvom z življenjem in srečo, predvsem zaradi svoje neodzivnosti in enostranskosti odločitev. Na adolescente in njihovo oceno življenja kot celote tako močno vpliva vedenje staršev, odnosi s prijatelji pa influirajo njihove ocene količine lastne sreče. Raziskovalca sta v ospredje nadaljnjih študij postavila problematiko posameznih značilnosti vzgojnih stilov in uporabo longitudinalnih študij za opazovanje sprememb v pomembnosti staršev in vrstnikov v kasnejšem mladostništvu, navedla pa, da bi bilo smiselno upoštevati tudi druga razmerja, ki v času mladostništva pridobivajo na pomembnosti (npr. romantična razmerja).
Na Tajskem so podobno raziskovali vplivne družinske (npr. struktura družine, družinski odnosi) in nedružinske (npr. prijatelji, šola, okolje) faktorje v povezavi s subjektivnim blagostanjem adolescentov. Avtorji so izpostavili premike v sestavi in obliki tajske družine, ki bi lahko vplivali na mladostnike - več ločitev, staranje prebivalstva, selitev mladih odraslih, pojav transnacionalne družine - saj so bili odnosi v družini glede na ugotovitve Jongudomkarn in Camfield (2006) za Tajce najpomembnejši aspekt kvalitete življenja. Rezultati so pokazali, da so bili najsrečnejši otroci z dvema stašema, izkazalo se je nezadovoljstvo nad življenjem v družini brez staršev. Dokazana je bila pomembnost družinskih faktorjev (bolj kot pa nedružinskih) in tudi pomembnost vloge očeta v matrilokalni skupnosti, kakršna je Tajska (najmanj srečni adolescenti so živeli z neporočeno materjo). Samospoštovanje je bilo povezano z ravnjo sreče. Raziskovalci so predlagali longitudinalne študije za raziskave prej omenjenih sprememb družinskih struktur in kvalitativne tehnike za raziskovanje perspektiv staršev in otrok.

### Sreča v službi in šoli
Sreča je v veliki meri odvisna od pozitivnih izhodov v službi ali šoli. Če je oseba veliko nagrajevana ali ima dobre ocene je bolj srečna. Tudi je sreča odvisna od sposobnosti osebe za opravljanje dela in šolskih nalog. Neuspeh v šoli in službi je veliki stresor, in zmanjšuje občutek sreče pri neuspešnih osebah. V takih primerih se pa osebe z visoko stopnjo samozavestja lažje izogibajo občutku nesreče ker  več zaupajo vase, in verjamejo da bodo, ne-glede na situacijo, prišle do svojih ciljih. 
V univerzitetnem okolju je en izmed najbolj pomembnih dejavnikov kateri vplivajo na srečo možnost zaposlitve po opravljenem študiju. Ta je v ozki zvezi tudi z zagotavljanjem finančne varnosti v odraslosti. Študentje ki bolj skrbijo za svojo finančno prihodnost so tudi bolj nesrečni od tistih kateri sploh ne skrbijo. 

### Sreča in spolnost
Več raziskav je pokazalo pozitivno povezanost z zadovoljstvom v spolnosti in srečo v partnerski zvezi.  Ugotovili so, da so srečnejši tisti ljudje, ki imajo več kakovostnih spolnih odnosov. Kakovost določajo tudi naslednji kriteriji: dovolj predigre, fizična in čustvena zadovoljitev, vznemirjenost ob seksu, partner pa mora vedeti tudi, kako zadovoljiti drugega med dejanjem. Za večji občutek sreče je bolje, da imamo enega samega partnerja, kot pa dva ali več hkrati. Srečo pa lahko zmanjša zapletanje v zunajzakonski seks ali kakršenkoli prisiljeni spolni odnos. Na povečanje sreče v predanem odnosu so vplivali poljubljanje, božanje in spolna aktivnost. Verjetnost sreče v zakonu (ali zvezi) z leti, preživetimi skupaj, narašča.